# Marko Čeko
Marko Čeko (2000.), hrvatski atletičar iz Knina. Član je AK Sveti Ante iz Knina. Aktualni (rujan 2000.) je hrvatski prvak u trčanju na 100 i 200 m, te u skoku u dalj. 2020. godine pobijedio je na 70. izdanju Hanžekovićeva memorijala. Na prvenstvu Hrvatske pobijedio je rezultatom s 8,04 metara što mu je osobni rekord, i četvrti je Hrvat koji je preskočio 8 metara uz Ergotićevih 8,23 iz 2002., Aračićevih 8,12 iz 2001 te Prugovečkovih 8,00 iz 2012. godine.